# 茨住吉神社

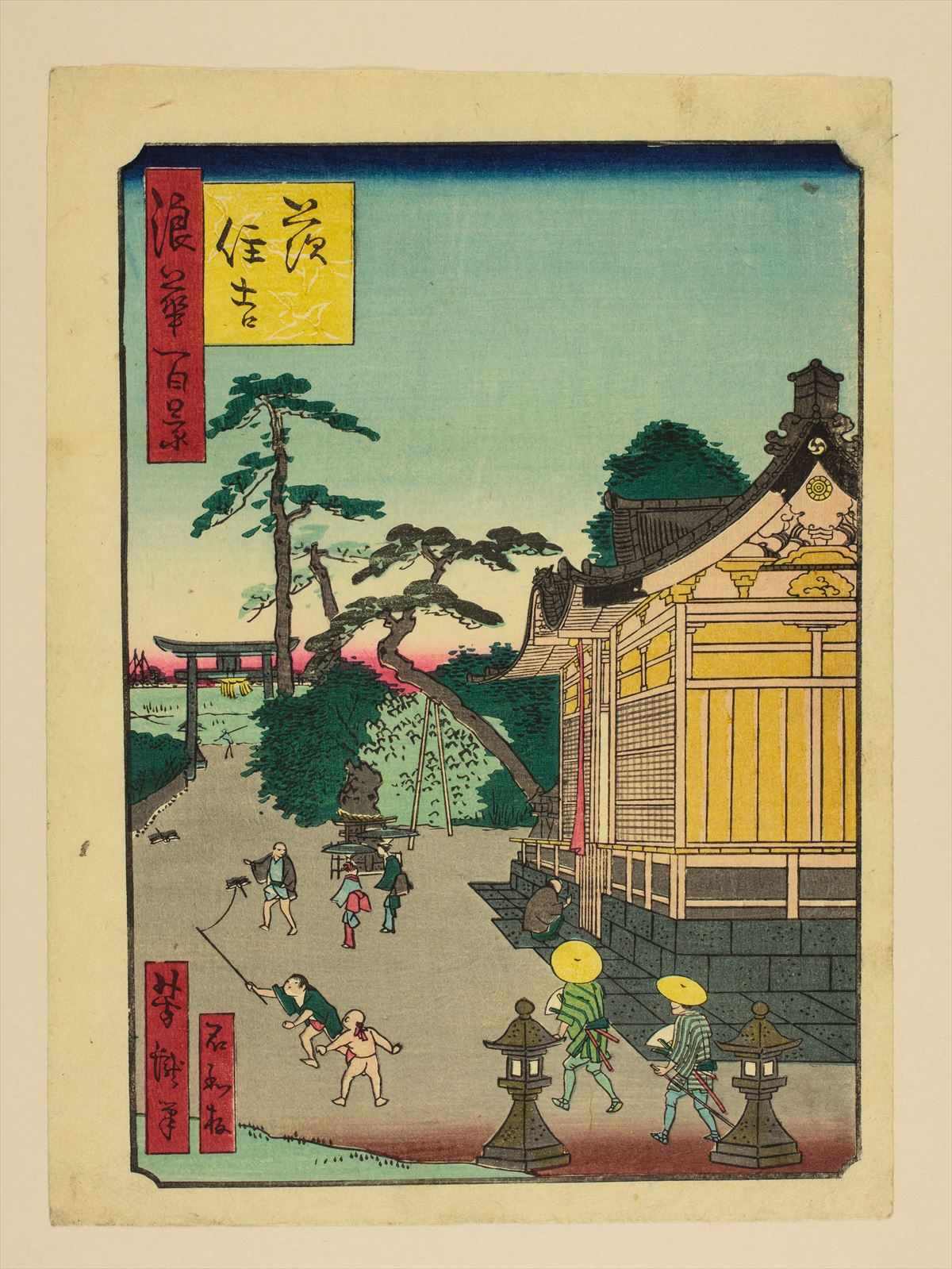
茨住吉（浪花百景）

茨住吉神社（いばらすみよしじんじゃ）は、大阪府大阪市西区九条に鎮座する神社。

## 祭神
- 底筒男命・中筒男命・表筒男命・息長足媛命

## 歴史
寛永元年（1624年）香西晢雲が九条島開発の際に勧請。以降、摂津国西成郡九条村の産土神社となる。なお、同じく晢雲が九条島開発の際に建立した竹林寺も近隣に所在する。社名は荊棘を駆除して社殿を建設したことから茨の字を冠したとも、摂津国菟原郡住吉村の本住吉神社を分祀したので菟原が茨と転訛したとも云われる。
- 明治5年（1872年）郷社に列す。
- 明治39年（1906年）12月24日、神饌幣帛料供進社に指定される。
- 明治41年（1908年）、元禄12年（1699年）の新田開墾の時に勧請された泉尾新田の産土神社を合祀[1]。
- 昭和20年（1945年）3月の大阪大空襲で焼失。
- 昭和40年（1965年）に再建。

## 境内
- 市杵島姫神社
- 玉照稲荷神社

## 交通アクセス
- 九条駅（Osaka Metro中央線・阪神なんば線）下車、徒歩5分